# Tripterococcus brunonis
Tripterococcus brunonis är en benvedsväxtart som beskrevs av Stephan Ladislaus Endlicher. Tripterococcus brunonis ingår i släktet Tripterococcus och familjen Celastraceae. Inga underarter finns listade.